# 帕利克湖

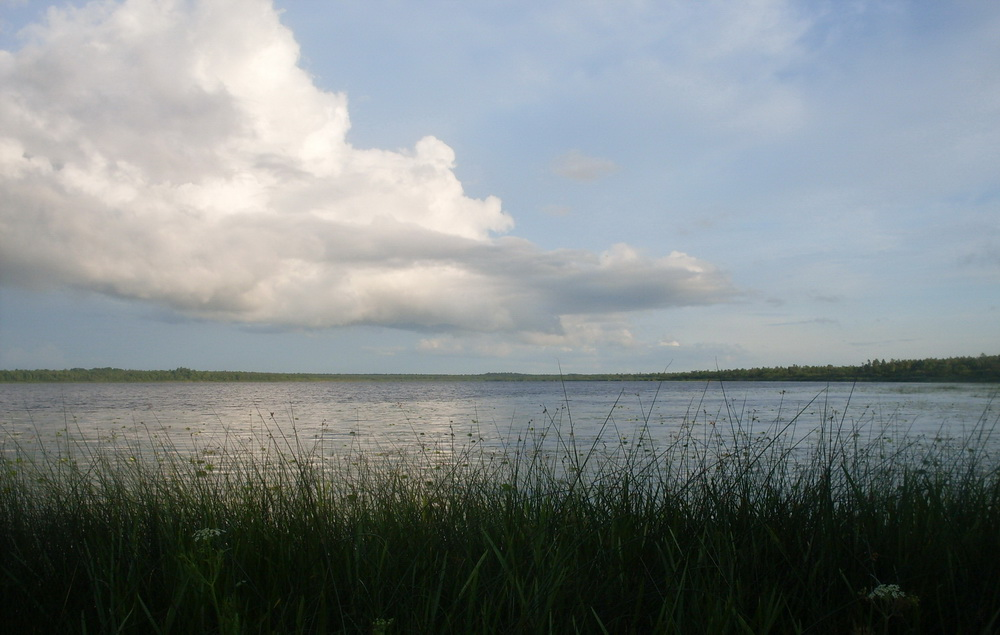
帕利克湖

帕利克湖（白俄羅斯語：Палік）是白俄羅斯的湖泊，位於鮑里索夫以北30公里，由明斯克州負責管轄，長6.2公里、寬3公里，面積7.68平方公里，流域面積2,760平方公里，平均水水深1.1米，最大水深2.1米。